# Work This Out
Se Procura Pela Música do Filme High School Musical 2 Vá Para High School Musical 2 (trilha sonora)
Work This Out é o segundo single de Laura Gray, do álbum Make Feel Uptight.